# Pejeng Kangin
Pejeng Kangin is een bestuurslaag in het regentschap Gianyar van de provincie Bali, Indonesië. Pejeng Kangin telt 4628 inwoners (volkstelling 2010).